# Helmut Hoeft
Helmut Hoeft (* 1957 in Berlin) ist ein deutscher Kirchenmusiker.
Hoeft studierte evangelische Kirchenmusik an der Berliner Kirchenmusikschule in Berlin-Spandau. Seit 1982 wirkt er als Kantor und Organist an der Kaiser-Wilhelm-Gedächtniskirche, wo er die Kantorei, einen Gemeindechor und ein Vokalensemble leitet. Er ist Dozent für Liturgisches Orgelspiel und Improvisation am Kirchenmusikalischen C-Seminar der Evangelischen Kirche Berlin-Brandenburg-schlesische Oberlausitz an der Universität der Künste Berlin.
2004 wurde ihm der Titel Kirchenmusikdirektor verliehen. Helmut Hoeft ist organisatorischer Leiter des seit Sommer 2004 jährlich stattfindenden Internationalen Orgelimprovisationsfestivals Berlin und gemeinsam mit Wolfgang Seifen künstlerischer Leiter der seit 2005 jährlich in der Kaiser-Wilhelm-Gedächtnis-Kirche stattfindenden Orgelkonzertreihe Meisterkonzerte Berlin. Er trägt die künstlerische und organisatorische Verantwortung für das umfangreiche und anspruchsvolle Kirchenmusikprogramm in der Kaiser-Wilhelm-Gedächtnis-Kirche in Berlin. Helmut Hoeft hat sich auch als Komponist zahlreicher Kinderlieder und geistlicher Chorwerke einen Namen gemacht. Er ist Kreiskantor im Kirchenkreis Berlin-Charlottenburg und in zahlreichen Ehrenämtern aktiv. 2023 wurde er nach 41 Dienstjahren in den Ruhestand verabschiedet.

## Kompositionen
- Unterwegs: Haltestelle Gegenwart – Vom Seiltanz zwischen Engeln und Quälgeistern; ein Pop-Oratorium, 2001
- Wir sind alle 3 bis 6: Kindergarten-Hits

## Tondokumente
- Komm, Herr, segne uns: Chorsätze zum Evangelischen Gesangbuch